# El Lindero (norra San Miguel de Allende)
El Lindero är en ort i Mexiko.   Den ligger i kommunen San Miguel de Allende och delstaten Guanajuato, i den centrala delen av landet, 250 km nordväst om huvudstaden Mexico City. El Lindero ligger 1 903 meter över havet och antalet invånare är 217.
Terrängen runt El Lindero är platt åt sydost, men åt nordväst är den kuperad. Runt El Lindero är det ganska tätbefolkat, med 96 invånare per kvadratkilometer. Närmaste större samhälle är San Miguel de Allende, 17,9 km söder om El Lindero. Trakten runt El Lindero består i huvudsak av gräsmarker.